# 塔尼娅瑞丝·英特拉古
塔尼娅瑞丝·英特拉古（1976年11月26日—），婚前姓为娜姆拉荣（羅馬化：Ramnarong），昵称塔尼娅（英語：Tanya），是出生于美国印第安纳州的泰裔美国人。童星出身，仍活跃于泰国演艺圈的女演员、模特。因拍摄青少年杂志及电视广告而踏入演艺圈。代表作有《炽爱游戏》、《焚心傲情》、《绿野心踪》、《切钻玫瑰》、《影子姐妹》、《逐星之月》、《善德之源》、《咒布》、《暗香面具》等。曾为《加勒比海盗：黑珍珠号的诅咒》凯拉·奈特莉饰演的伊丽莎白·斯旺进行泰语配音。